# Roman Montjenko
Roman Vitaljevitj Montjenko (på russisk: Роман Витальевич Монченко) (9. august 1964 - 2. januar 2020) var en russisk roer.
Montjenko var en del af den russiske otter, der vandt en bronzemedalje ved OL 1996 i Atlanta. Pavel Melnikov, Andrej Glukhov, Anton Tjermasjentsev, Vladimir Sokolov, Nikolaj Aksjonov, Dmitrij Rosinkevitj, Sergej Matvejev, Vladimir Volodenkov og styrmand Aleksandr Lukjanov udgjorde resten af besætningen. Han deltog også ved OL 1992 i Barcelona, som del af SNG's firer uden styrmand, der sluttede på 10. pladsen.

## OL-medaljer
- 1996:  Bronze i otter